# Présidence d'Édouard Fritch
16e17e président de la Polynésie française
Présidence de Gaston Flosse Présidence de Moetai Brotherson
La présidence d'Édouard Fritch commence officiellement le 13 septembre 2014 lors de la passation des pouvoirs avec son prédécesseur Gaston Flosse. Il est élu président de la Polynésie française le 12 septembre 2014 sous la bannière de son ancien parti le Tahoeraa Huiraatira (1984-2015) depuis Tapura Huiraatira.
La fin de son mandat présidentiel après les Élections des représentants à l'Assemblée de la Polynésie française de 2018 22 avril 2018 et 6 mai 2018.
Pendant 3 ans à la tête du pays depuis son Élection le 12 septembre 2014 son bilan est positif.
Son parti politique le Tapura Huiraatira a gagné les Élections des représentants à l'Assemblée de la Polynésie française de 2018 avec 49,18 % des voix.
Édouard Fritch devrait être réélu Président de la Polynésie française pour un second mandat le 18 mai 2018 a l'Assemblée de la Polynésie française
 Édouard Fritch a été réélu Président de la Polynésie française. Son quinquennat doit s’achever le 12 mai 2023.
Passation de pouvoir entre le président sortant de la Polynésie française et le nouveau président de la Polynésie française le 12 mai 2023 après-midi.
Comme Vice-président, il choisit successivement Nuihau Laurey en 2014 puis Teva Rohfritsch en 2017 puis Tearii Alpha en 2020 puis Jean-Christophe Bouissou en 2021.

## Président de la Polynésie française
Après la démission d'office de Gaston Flosse le 5 septembre 2014, il est élu, comme Flosse l'avait souhaité, président de la Polynésie française à sa place le 12 septembre, par 46 voix contre 10 face à son adversaire Richard Tuheiava. Considéré comme le « fils spirituel » de Gaston Flosse (déclaration du 11 septembre 2013), il déclare un an après : « Je considère ce qui se passe aujourd’hui comme la continuité de plusieurs années de patience, de fidélité, de loyauté et de travail auprès du président Gaston Flosse et auprès du Tahoera’a Huira’atira », alors que le grand conseil de son parti le porte à l'unanimité à la candidature à la présidence.
Pourtant, une lutte de pouvoir s'installe rapidement entre Gaston Flosse et son ancien gendre et successeur. En jeu alors, le contrôle du parti et celui de la Polynésie. La rupture semble consommée lorsque, à l'occasion de l'élection sénatoriale partielle de mai 2015, Édouard Fritch soutient les candidatures de son vice-président du gouvernement, Nuihau Laurey, et de l'élue de l'Assemblée de Polynésie Lana Tetuanui face aux candidats présentés par Gaston Flosse, les ex-sénateurs Teura Iriti et Vincent Dubois dont le Conseil constitutionnel  a annulé l'élection en février 2015. Ces deux candidats dissidents sont alors exclus du parti Tahoera'a huiraatira, mais sont largement élus dès le 1er tour, une élection interprétée alors comme une défaite du président du parti, Gaston Flosse.
Les partisans d'Édouard Fritch fondent un nouveau groupe politique à l'Assemblée de la Polynésie française, le Tapura Huiraatira, constitué de 15 puis 16 membres, qui confirme la mise en minorité du parti précédemment majoritaire, le Tahoera'a huiraatira, qui retombe ainsi à 23 puis 22 élus fidèles à Gaston Flosse. Afin de pouvoir gouverner, Édouard Fritch s'assure le soutien du mouvement A Ti'a Porinetia (8 élus), qui siégeait jusque là dans l'opposition, en faisant entrer dans son gouvernement son chef de file Teva Rohfritsch le 27 mai 2015. Depuis le début janvier 2016, les groupes Tapura Huiraatira et A Ti'a Porinetia ont fusionné pour former le groupe Rassemblement pour une majorité autonomiste qui dispose de 29 membres sur les 57 élus de l'Assemblée. Le 20 février 2016, lors du congrès fondateur qui se tient à Pirae devant plus de 8 000 personnes, Edouard Fritch est élu président du nouveau parti Tapura Huiraatira.

## À la tête de la présidence

### Politique territoriale
Édouard Fritch est le premier président de la Polynésie française à aller officiellement sur Maiao, « l'île interdite », et y rencontre le maire délégué et sa population[réf. nécessaire].

#### Mesures économiques et sociales

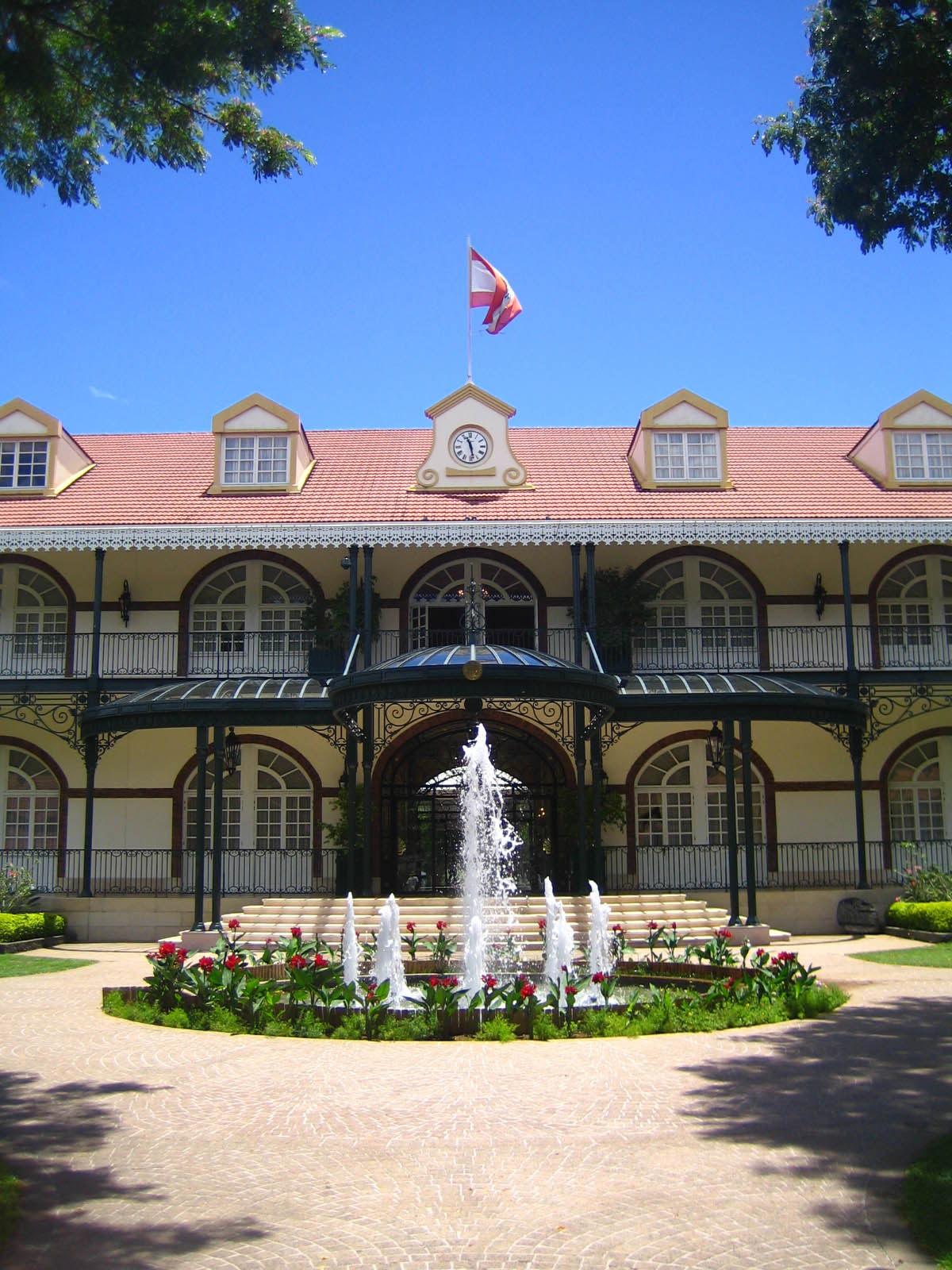
Résidence officielle du président de la Polynésie française.

Afin de régler la crise économique que traverse la Polynésie française, le gouvernement met en place plusieurs mesures pour relancer la croissance dès septembre 2014. Édouard Fritch répartit le budget du Pays et débloque des fonds d'aide aux entreprises et aux petits commerces pour les dynamiser. Ainsi, le budget est affecté à plusieurs fonds appelés « comptes d'affectations spéciales », comme le fonds de régulation des prix, le fonds de l'insertion professionnelle, le fonds de développement du tourisme de croisière, etc. Le budget pour les infrastructures routières et publiques, quant à lui, est de 10 milliards de francs Pacifique et 17 milliards de francs sont alloués à la Direction des Transports terrestres pour l'entretien des routes et la sécurité routière en 2015.
Il réorganise également le fonctionnement de l'OPT (Office des postes et télécommunications) pour réduire les dépenses et optimiser sa gouvernance, et signe des conventions de partenariat avec les entreprises pour les soutenir. Le président de la Polynésie tente aussi de relancer la production de vanille, qui est en crise depuis plusieurs années sous forme d'aides au développement. En parallèle, il met en place la construction et la rénovation de logement sociaux en 2015. Ceux-ci passent de 62 logements en 2014 à 225 en 2015, soit une augmentation de 360 % pour pallier les difficultés croissantes des habitants à trouver un logement.
Par ailleurs, il modernise l'administration pour relancer l'économie du Pays ainsi que pour faciliter les démarches et satisfaire les contribuables. Cette modernisation se base sur l'efficacité, l'efficience, la qualité et l'accessibilité. De plus, le 12 janvier 2016, lors des vœux du président de la Polynésie française pour la nouvelle année, il met en garde l'administration contre les tentatives de corruption au sein des services. Dans son discours, il emploie des mots durs : “Il me tient à cœur maintenant de vous parler d’un sujet grave auquel il convient de prêter une attention toute particulière : la complaisance coupable, voire la corruption. (...) Qu’il s’agisse de détournement d’argent public, de trafic d’influence, ou de petits arrangements entre copains, des comportements malhonnêtes adviennent, malheureusement, au sein de nos structures. Ils n’ont pas été absents de l’année 2015 (...)".
Lors de la première session budgétaire de la rentrée 2016 à l'Assemblée de la Polynésie, le 15 septembre 2016, Édouard Fritch annonce plusieurs engagements économiques, notamment un nouveau pacte de stabilité visant à maintenir les taxes (TVA et IS) et les impôts au même taux pendant cinq ans.

#### Éducation
Dans le domaine de l'éducation, Édouard Fritch débloque des fonds d'aide à la réussite scolaire et restructure l'administration afin d'aligner cette réussite avec celle de la métropole et lutter contre le décrochage scolaire en augmentation. Afin d'améliorer les conditions d'études et ouvrir les perspectives de formation scolaire dans le secondaire dans les archipels de la Polynésie, Édouard Fritch a lancé en 2014 des projets de construction de collèges et lycées, notamment le collège-lycée de Bora-Bora, le lycée de Moorea et le lycée de Teva i Uta.
De plus, pour faciliter l'intégration et les conditions d'études des Polynésiens originaires des archipels allant faire leurs études hors de leur île natale, de nombreux internats ont vu le jour, comme celui du lycée Paul-Gauguin à Papeete et l'internat de Tiputa, à Rangiroa. Tous ces projets ont été achevés pour la rentrée 2016.

### Politique conjointe avec la France

#### Renouer avec la France
Dès son élection, Édouard Fritch se rend à Paris pour rencontrer François Hollande en octobre 2014, afin de renouer les relations entre la métropole et le Territoire. Les relations étaient au plus bas à la suite de la réinscription de la Polynésie française sur la liste des territoires non autonomes à décoloniser le 17 mai 2013, initié par l'ancien président de la Polynésie Oscar Temaru. Aussi, Édouard Fritch déclare avoir plusieurs projets en lien avec la France et prépare la conférence de la COP 21 qui se déroule à Paris en décembre 2015.
En outre, le président de la Polynésie française fait de nombreux voyages à Paris au cours de son mandat, notamment pour signer des conventions avec l'État et lancer la réforme de la Protection sociale généralisée (PSG). L'État français s'engage à financer la sécurité sociale polynésienne pour combler le déficit financier de la Polynésie en matière de protection sociale. Le Premier ministre Manuel Valls s'engage à trouver une solution et signe une convention avec Édouard Fritch le 16 avril 2015, qui voit le retour de l'État dans le financement de la sécurité sociale polynésienne pendant trois ans à hauteur d'une dotation de 12 millions d'euros. Édouard Fritch insiste sur la mise en place de cette réforme pour mettre fin au gouffre financier que traverse la Polynésie française malgré les menaces de grève générale des syndicats. Ces derniers reprochent au gouvernement de ne pas tenir compte de leurs propos et leur opposition sur la hausse obligatoire de la fiscalité et des prélèvements ainsi que sur l'accélération des départs à la retraite dont se base cette réforme.

#### Visite de François Hollande

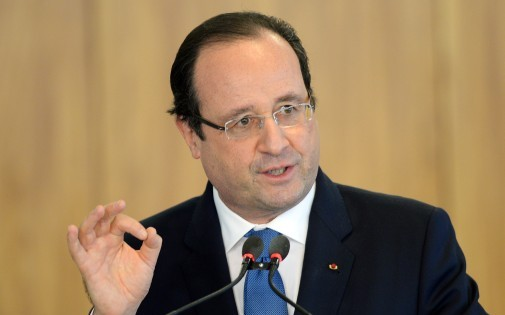
François Hollande, premier président de la République en Polynésie depuis 2003.

Le 22 février 2016, Édouard Fritch accueille le président de la République François Hollande en Polynésie française, en visite officielle. La dernière visite d'un président de la République, celle de Jacques Chirac, avait eu lien en juillet 2003, 13 ans auparavant. À la présidence de la Polynésie française, Édouard Fritch et François Hollande signent des conventions visant à redynamiser le secteur économique polynésien comme le contrat de redynamisation des sites de Défense, qui prévoit que plus de 22 hectares de terrains militaires seront cédés aux communes de la Polynésie française pour installer des infrastructures économiques. François Hollande s'engage également à aider au financement du centre hospitalier de Polynésie française CHPF et de la Banque Socredo.
En outre, le président de la République reconnaît les impacts environnementaux et sanitaires qu'ont engendrés les essais nucléaires, de 1966 à 1996, et s'engage à faciliter le programme d'indemnisation des victimes. Parallèlement, la Dotation globale d'autonomie est augmentée pour atteindre 100 millions d'euros par an. Édouard Fritch souhaite signer des accords de Papeete avec l'État français pour le développement économique et social de la Polynésie française afin que la population ait la même qualité de vie que la population métropolitaine.

#### Réforme du statut d'autonomie
Le 23 mai 2016, Édouard Fritch rencontre à Paris le ministre de la Justice Jean-Jacques Urvoas pour évoquer un possible toilettage du statut d'autonomie de la Polynésie française, statut créé en 2004. Le président de la Polynésie française souhaite plusieurs modifications et mises à jour du statut pour faciliter la mise en place des lois du Pays et les délais de réponse du Conseil d'État, sans pour autant remettre en cause ce statut.

### Politique internationale

#### Engagement environnemental et culturel
Édouard Fritch est très impliqué dans la sauvegarde de l'environnement et intervient dans de nombreuses conférences inter-étatiques dans ce domaine. Le 2 décembre 2015, Édouard Fritch se rend au Bourget dans le cadre de la Conférence de Paris sur le climat et prononce un discours sur la menace accrue de la montée des eaux en Polynésie française. Il évoque notamment la baisse de la surface territoriale du Pays dû à cette montée des eaux, et invite les pays participant à s'engager à freiner le réchauffement climatique. Il affirme également que la Polynésie ne se montre pas qu'en victime, et qu'elle dépend néanmoins des énergies fossiles.
En janvier 2016, Édouard Fritch, avec le concours du haut-commissaire et du ministre de la Culture, dépose au Comité national des biens français, à Paris, la candidature à l'inscription à l'UNESCO du marae de Taputapuatea, situé à Raiatea, qui représente un patrimoine polynésien très important. Son entreprise est soutenue par François Hollande lors de sa visite en Polynésie française.

#### Coopération en Asie-Pacifique
Le président de la Polynésie souhaite se rapprocher des pays d'Asie, notamment la Chine et la Russie. Lors de son voyage à Paris en mai 2016, il rencontre l'ambassadeur russe en France, Alexandre Orlov, et évoque un désir de rapprochement entre les deux pays pour une coopération économique et une facilité d'obtention de visas. L'ambassadeur propose également à Édouard Fritch de se rendre à Moscou dans un futur proche. Aussi, dans ce contexte de rapprochement avec les pays d'Asie, Édouard Fritch est reçu à Pékin par le vice-président chinois, Li Yuanchao, pour établir des partenariats économiques entre les deux pays. Y est évoqué le financement des complexes hôteliers en projet en Polynésie ainsi que celui de la ferme aquacole de Hao et l'établissement possible de lignes aériennes entre la Chine et la Polynésie française.
Dans le cadre de son engagement environnemental, il se rend à Hawaï pour assister à la 10e Conférence des dirigeants des îles du Pacifique le 28 août 2016. Il y prononce un discours évoquant la menace du réchauffement climatique sur la Polynésie française et la protection des ressources marines, comme lors de son allocution de la COP 21 à Paris. Édouard Fritch rencontre également sur place le gouverneur de l'État de Hawaï, David Ige, afin d'évoquer les liens culturels qu'unissent les îles Hawaï et la Polynésie. Parallèlement, Édouard Fritch est le premier président polynésien à rencontrer le président des États-Unis, Barack Obama, également présent à la 10e Conférence des dirigeants des îles du Pacifique.
En outre, dans l'esprit de coopération économique en Asie-Pacifique, le président Édouard Fritch souhaite l'intégration de la Polynésie française au Forum du Pacifique, organisation internationale de coopération économique entre 16 États d'Océanie. La Polynésie française, à l'instar de la Nouvelle-Calédonie, a le statut de membre associé depuis plus de dix ans. Édouard Fritch se rend à Paris pour rencontrer le ministre des Affaires étrangères Jean-Marc Ayrault en mai 2016 et à Suva, le siège de l'organisation, dans les Îles Fidji en août 2016, pour plaider en faveur d'une intégration à part entière. Le 8 septembre 2016, il se rend à la cérémonie d'ouverture du 47e Forum du Pacifique, à Pohnpei, aux États fédérés de Micronésie et y prononce un discours en anglais demandant l'intégration de la Polynésie française dans ce cercle. À l'issue du 47e Forum, le 10 septembre, les pays membres de l'organisation acceptent l'intégration à part entière des deux collectivités, avec le soutien et la bénédiction de Paris. Décision historique selon Édouard Fritch, qui permet à la Polynésie française de s'intégrer directement dans les politiques économiques et environnementales du Pacifique.

## Cracovie pour soutenir l’inscription de Taputapuatea au patrimoine mondial de l’UNESCO
Le président Édouard Fritch est arrivé à Cracovie, en Pologne, afin de participer à la 41e session du Comité du patrimoine mondial de l’UNESCO. Accompagné notamment du ministre de la Culture, Heremoana Maamaatuaiahutapu, il vient soutenir la démarche d’inscription du paysage culturel de Taputapuatea au patrimoine mondial.
Le président s’est ainsi rendu au centre de convention où se déroule la 41e session du patrimoine mondial de l’UNESCO et a eu l’occasion d’évoquer le dossier de Taputapuatea avec le consul général de France à Cracovie, Frédéric de Touchet, puis avec l’ambassadeur Laurent Stefanini, Délégué permanent de la France auprès de l’UNESCO. Ce dernier a d’ailleurs souligné la qualité de la candidature préparée pour Taputapuatea.
Le président a également eu l’occasion de s’entretenir avec les responsables du Pays, du Service de la Culture, qui travaillent sur ce projet, Francis Stein et Hiriata Millaud, ainsi qu’avec le maire de Taputapuatea, Thomas Moutame, et Richard Tuheiava, qui sont également venus à Cracovie et qui œuvrent aussi sur ce dossier depuis plusieurs années.
La délégation de la Polynésie française a ensuite visité le château royal de Wavel, situé dans le centre historique de la ville, ainsi que la cathédrale où reposent des rois et des figures historiques de la Pologne. C’est dans ce château qu’a eu lieu dernièrement la cérémonie d’ouverture de la 41e session du patrimoine mondial de l’UNESCO. Le directeur du château, Jan Ostrowski, a retracé l’histoire de ce site imposant et emblématique de l’ancienne capitale de la Pologne.
La vieille ville de Cracovie est inscrite au patrimoine mondial de l’UNESCO, tout comme 13 autres sites en Pologne. Cette visite a donc permis de constater sur le terrain qu’une inscription au patrimoine permet parfaitement de conjuguer de manière harmonieuse les thématiques de préservation et de transmission de la culture tout en faisant de ces zones des endroits ayant une forte attractivité pour le tourisme, avec donc des effets positifs pour le développement économique dans l’environnement immédiat de ces sites. La visite à la cathédrale a aussi permis de marcher dans les pas de Jean-Paul II qui, avant de devenir pape de 1978 à 2005, a d’abord été archevêque de Cracovie.
Dans l’après-midi, le président et la délégation de la Polynésie française ont également eu un entretien avec Piotr Cwick, préfet de la région de Cracovie. Le président a mis en avant et expliqué la démarche concernant Taputapuatea, en rappelant que ce site a été au cœur des migrations polynésiennes, et qu’il était à ce titre un signe fort de rassemblement et d’unité pour de nombreux états et territoires océaniens. La décision de l’UNESCO relative au paysage culturel de Taputapuatea est attendue en fin de semaine, samedi ou dimanche.

## Élection Territoriale 2023

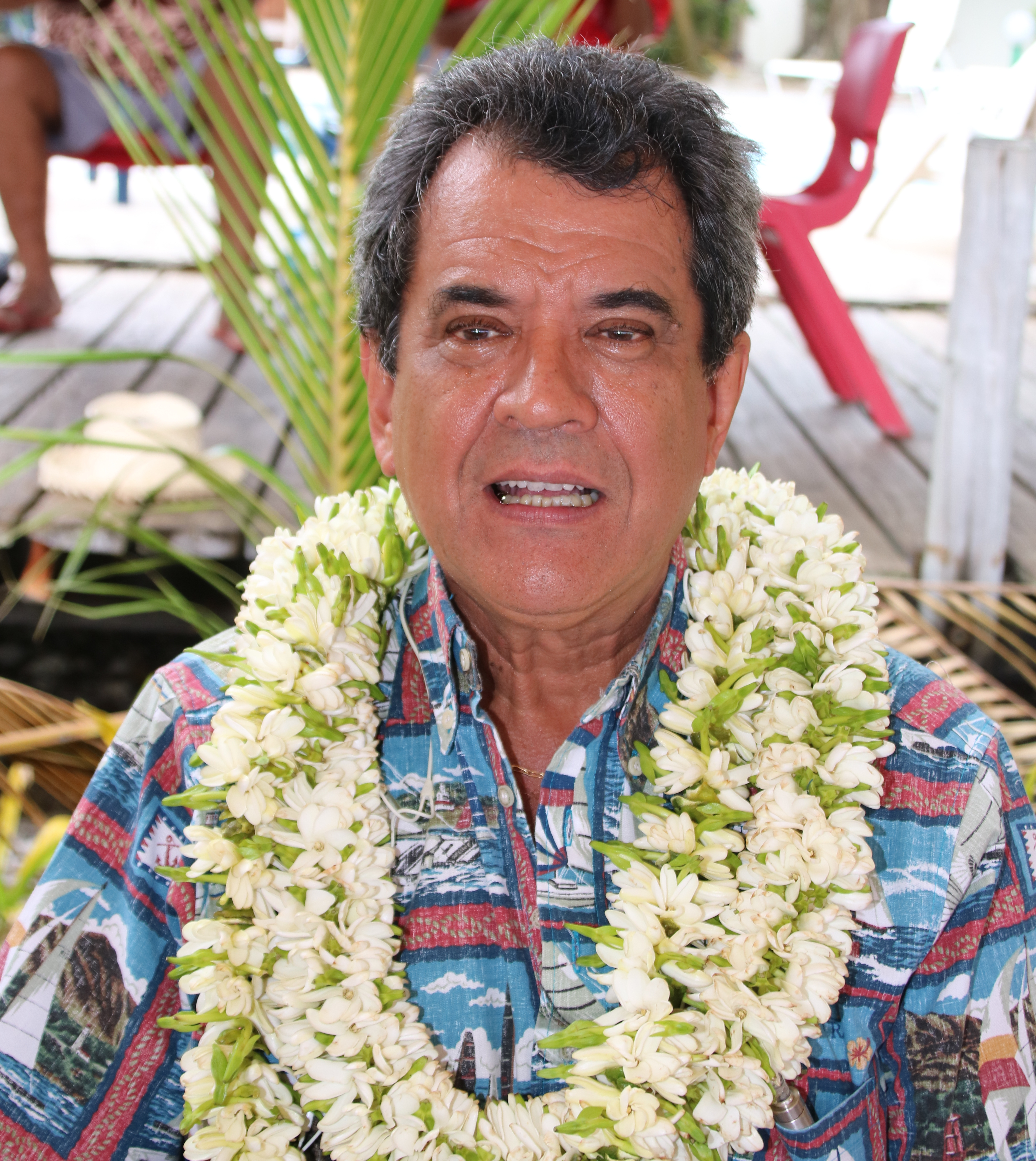
Édouard Fritch

Bien qu'élu au suffrage indirect, le Président de la Polynésie française détient pleinement le pouvoir exécutif. Il dirige l'action du gouvernement, qu'il constitue dans les cinq jours suivant son élection en nommant un vice-président et les ministres, qu'il peut révoquer à tout moment. Diposant du pouvoir de dissoudre l'Assemblée de la Polynésie française, il est en retour soumis au pouvoir de contrôle de celle ci dans le cadre d'un régime parlementaire, l'assemblée pouvant mettre fin à son mandat en votant une motion de censure. Le mandat du président est par concomitant à celui de l'assemblée, une dissolution de cette dernière entrainant la fin anticipée du mandat présidentiel.
Au pouvoir depuis près de dix ans, le président sortant et dirigeant du parti Tapura huiraatira, Édouard Fritch, a été élu en 2014 et réélu en 2018. L'élection présidentielle de mai 2023 dépend des résultats des élections territoriales organisées le mois précédent, pour lesquelles Édouard Fritch est reconduit comme tête de la liste de Tapura huiraatira. Le président sortant ayant déjà effectué deux mandats, la question de la légalité d'une candidature à un troisième mandat consécutif se pose en amont du scrutin, l'article 74 du statut d'autonomie de la Polynésie limitant le président à l'exercice de deux mandats successifs de cinq ans. Interrogé, le Conseil d'État statue fin octobre 2022 à la légalité de la candidature d'Édouard Fritch, son premier mandat n'ayant pas été complet.

### Défaite aux élections de 2023
Édouard Fritch mène la liste du parti Tapura huiraatira aux élections territoriales de 2023, après que le Conseil d'État a validé son droit à recourir à un troisième mandat, le premier n'étant pas complet.
Son bilan souffre alors de la forte hausse de l'inflation, favorisée par l'introduction d'une « TVA sociale », et d'inégalités sociales de plus en plus prononcées en Polynésie. Son image est également abîmée par les incohérences de sa gestion de la pandémie de Covid-19, lui-même et certains de ses propos apparaissant lors de fêtes avec plusieurs centaines d'invités le 5 août 2021, puis lors d'un rassemblement quelques semaines plus tard, alors qu'il avait fait interdire ces regroupements pour enrayer la pandémie. Il reçoit cependant le soutien de 42 maires sur les 48 communes polynésiennes ; or, les électeurs, surtout les plus âgés, suivent traditionnellement les consignes de vote de leur maire. Son parti politique est par ailleurs fort auprès des catégories aisées et des commerçants.
Au premier tour, Tapura huiraatira est devancé par le parti indépendantiste Tavini huiraatira, une première depuis 2004. À la surprise générale, l'entre-deux-tours voit la fusion des listes Tapura huiraatira et Amuitahiraa o te nuna'a Maohi de Gaston Flosse, toutes les deux autonomistes. Mais Tavini huiraatira arrive tout de même en tête du second tour, avec six points d'avance, ce qui place Moetai Brotherson comme favori de l'élection présidentielle.

## Composition actuelle
Le président de la Polynésie française, Édouard Fritch, a nommé son équipe gouvernementale le 23 mai 2018. Successeur du Gouvernement Fritch 2014 et du Gouvernement Fritch 2015, du Gouvernement Fritch 2017

## Présidence et Vice-présidence (Tapura)
| Fonction                                 | Titulaire | Titulaire                     |
| ---------------------------------------- | --------- | ----------------------------- |
| Président de la Polynésie française      |           | Édouard Fritch                |
| Vice-Président de la Polynésie française |           | Nuihau Laurey Teva Rohfritsch |

### Ministres (Tapura)
| Fonction | Titulaire | Titulaire                   |
| --- | --------- | --------------------------- |
| Ministre de la Famille et des Solidarités, chargée de l’Égalité des chances                                       |           | Isabelle Sachet             |
| Ministre de la Santé et de la Prévention, chargé de la Protection sociale généralisée                             |           | Jacques Raynal              |
| Ministre de l’Éducation, de la Jeunesse et des Sports                                                             |           | Christelle Lehartel         |
| Ministre de la Modernisation de l’administration, chargé du Numérique et de l’Énergie                             |           | Tea Frogier                 |
| Ministre du Logement, de l’Aménagement du territoire, chargé des Transports inter-insulaires maritimes et aériens |           | Jean-Christophe Bouissou    |
| Ministre de la Culture, de l’Environnement, chargé de l’Artisanat                                                 |           | Heremoana Maamaatuaiahutapu |
| Ministre de l’Equipement, chargé des Transports terrestres                                                        |           | René Temeharo               |
| Ministre du Tourisme et du Travail, chargée des Relations avec les institutions                                   |           | Nicole Bouteau              |

### 17 janvier 2020
Le Ministre de l’Économie verte, et du Domaine, chargé des Mines et de la Recherche, Tearii Alpha, est nommé Ministre de l’Agriculture, de l’Économie bleue et du Domaine, chargé de la Recherche, Teva Rohfritsch.

### 2 septembre 2020
Le Vice-président et Ministre de l'Économie et des Finances chargé des Grands projets d'investissement et des Réformes économiques, Teva Rohfritsch, battu aux élections municipales à Punaauia, démissionne. Il est remplacé par le Ministre de l’Agriculture, de l’Économie bleue et du Domaine, chargé de la Recherche, Tearii Alpha à la Vice-présidence et par Yvonnick Raffin au Ministère de l'Économie et des Finances.

## Présidence et Vice-Présidence (Tapura)

### Président de la Polynésie française
| Image | Fonction                            |  | Nom            | Parti  |
| ----- | ----------------------------------- |  | -------------- | ------ |
|       | Président de la Polynésie française |  | Édouard Fritch | Tapura |

### Vice-président de la Polynésie française
| Image | Fonction                                 |  | Nom                                                         | Parti  |
| ----- | ---------------------------------------- |  | ----------------------------------------------------------- | ------ |
|       | Vice-président de la Polynésie française |  | Tearii Alpha (jusqu'au 05/11/2021) Jean-Christophe Bouissou | Tapura |

### Ministres (Tapura)
| Image | Fonction |  | Nom                             | Parti  |
| ----- | --- |  | ------------------------------- | ------ |
|       | Ministre de l’agriculture, de l’économie bleue et du domaine, chargé de la recherche                                 |  | Tearii Alpha                    | Tapura |
|       | Ministre de l'Économie, des Finances, chargé de l'Énergie, de PSG et de la Coordination de l'action du Gouvernement. |  | Yvonnick Raffin                 | Tapura |
|       | Ministre du logement, chargé des Transports interinsulaires.                                                         |  | Jean-Christophe Bouissou        | Tapura |
|       | Ministre du Tourisme, du Travail, chargée des Transports internationaux                                              |  | Nicole Bouteau (démissionnaire) | Tapura |
|       | Ministre de la Culture, de l'Environnement, chargé de la Jeunesse, des Sports et de L'Artisanat.                     |  | Heremoana Maamaatuaiahutapu     | Tapura |
|       | Ministre de la Santé chargé de la Prévention                                                                         |  | Jacques Reynal                  | Tapura |
|       | Ministre de l'Éducation, de la Modernisation de l'Administration, chargé du Numérique.                               |  | Christelle Lehartel             | Tapura |
|       | Ministre des Grands Travaux, chargé des Transports terrestres                                                        |  | René Temeharo                   | Tapura |
|       | Ministre de la Famille, des Affaires sociales, de la Condition féminine chargée de la Lutte contre l'exclusion       |  | Isabelle Sachet                 | Tapura |

## Remaniement du21 février 2022

### Président de la Polynésie française
| Image | Fonction                            |  | Nom            | Parti  |
| ----- | ----------------------------------- |  | -------------- | ------ |
|       | Président de la Polynésie française |  | Édouard Fritch | Tapura |

### Vice-président de la Polynésie française
| Image | Fonction                                 |  | Nom                      | Parti  |
| ----- | ---------------------------------------- |  | ------------------------ | ------ |
|       | Vice-président de la Polynésie française |  | Jean-Christophe Bouissou | Tapura |

### Ministres (Tapura)
| Image | Fonction |  | Nom                         | Parti  |
| ----- | --- |  | --------------------------- | ------ |
|       | Ministre du Logement et de l’Aménagement, chargé des Transports inter-insulaires ;                                                                                          |  | Jean-Christophe Bouissou    | Tapura |
|       | Ministre des Finances, de l’Economie, chargé de l’énergie, de la coordination de l’action gouvernementale, de la protection sociale généralisée et des télécommunications ; |  | Yvonnick Raffin             | Tapura |
|       | Ministre de l’Agriculture et du Foncier, chargé du Domaine et de la recherche ;                                                                                             |  | Tearii Te Moana Alpha       | Tapura |
|       | Ministre de la Culture, de l’Environnement, des Ressources marines, chargé de l’artisanat ;                                                                                 |  | Heremoana Maamaatuaiahutapu | Tapura |
|       | Ministre des Grands travaux, des Transports terrestres, chargé des relations avec les institutions ;                                                                        |  | René Temeharo               | Tapura |
|       | Ministre de l’Education et de la Modernisation de l’administration, chargée du numérique ;                                                                                  |  | Christelle Lehartell        | Tapura |
|       | Ministre de la Santé, chargé de la prévention ; |  | Jacques Raynall             | Tapura |
|       | Ministre du Travail, des Solidarités et de la Formation, chargée de la condition féminine, de la famille et des personnes non autonomes ;                                   |  | Virginie Bruant             | Tapura |
|       | Ministre de la Jeunesse et de la Prévention contre la délinquance, chargé des Sports ;                                                                                      |  | Naea Bennett                | Tapura |

## Cabinet présidentiel (Tapura)

### Liste des Secrétaires généraux du Gouvernement de la Polynésie française et Secrétaire général adjoint du Gouvernement de la Polynésie française
| Image | Fonction                     | Nom                         | Nomination        | Président      |
| ----- | ---------------------------- | --------------------------- | ----------------- | -------------- |
|       | Secrétaire général           | Philippe Machenaud-Jacquier | 20 mars 2014      | Édouard Fritch |
|       | Secrétaire générale adjointe | Vaitiare Fagu               | 24 septembre 2014 | Édouard Fritch |

### Liste des directeurs du cabinet du président de la Polynésie française (Tapura)
| Image | Fonction                       | Nom                         | Nomination                                  | Président de la Polynésie |
| ----- | ------------------------------ | --------------------------- | ------------------------------------------- | ------------------------- |
|       | Directeur du Cabinet           | Sylvestre Bodin (Tapura)    | 13 septembre 2014-18 mai 2018 -28 août 2021 | Édouard Fritch            |
|       | Directeur du Cabinet (Interim) | Bruno Peaucellier (Tapura)  | 28 août 2021- 24 février 2022               | Édouard Fritch            |
|       | Directrice du Cabinet          | Marie-Laure Denis (Tapura ) | 24 février 2022 -12 mai 2023                | Édouard Fritch            |

### Conseillers du Président
| Image | Fonction             | Nom              | Nomination                                 | Président      |
| ----- | -------------------- | ---------------- | ------------------------------------------ | -------------- |
|       | Conseiller spécial   | Thierry Nhun Fat | 13 septembre 2014-18 mai 2018 -12 mai 2023 | Édouard Fritch |
|       | Conseiller technique | Etienne Howan    | 13 septembre 2014-18 mai 2018 -12 mai 2023 | Édouard Fritch |

### Liste des Chefs du Service de la Communication de la Présidence de la Polynésie française
| Image | Fonction                 | Nom                                | Nomination                        | Président de la Polynésie |
| ----- | ------------------------ | ---------------------------------- | --------------------------------- | ------------------------- |
|       | Chef de la communication | Thibault Marais(Tapura Huiraatira) | 13 septembre 2014-25 octobre 2021 | Édouard Fritch            |
|       | Chef de la communication | Yves Haupert(Tapura Huiraatira)    | 26 octobre 2021-12 mai 2023       | Édouard Fritch            |

### Liste des Chefs du Service d'accueil et de sécurité de la Présidence de la Polynésie française
Chef du service d'accueil et de sécurité de la Présidence de la Polynésie française et son adjoint
| Période   | Chef                                                                                 | Chef adjoint                                                         | Président      |
| --------- | ------------------------------------------------------------------------------------ | -------------------------------------------------------------------- | -------------- |
| 2016-2020 | Leopold Teaotea, chef du service d'accueil et de sécurité ; démissionne de son poste | Alexandre Johnston, chef adjoint du service d'accueil et de sécurité | Édouard Fritch |
| 2020-2020 | Alexandre Johnston, chef par intérim du service d'accueil et de sécurité             |                                                                      | Édouard Fritch |
| 2020-2023 | Lucien LI, chef du service d'accueil et de sécurité                                  |                                                                      | Édouard Fritch |

### Liste des Chefs de service de la délégation aux affaires internationales, européennes et du Pacifique
| Date                         | Nom              | Fonction                                                      | Président de la Polynésie                                  |
| ---------------------------- | ---------------- | ------------------------------------------------------------- | ---------------------------------------------------------- |
| 2003 - 8 juillet 2015        | M.Hiria Ottino   | Chef de service de la délégation aux affaires internationales | Gaston Flosse Oscar Temaru Gaston Tong Sang Édouard Fritch |
| 2 septembre 2015-12 mai 2023 | M . Manuel Terai | Chef de service de la délégation aux affaires internationales | Édouard Fritch                                             |

### Liste des chefs de service de la délégation pour la prévention de la délinquance de la jeunesse (DPDJ)
| Date                    | Nom               | Fonction                                                                                    | Président de la Polynésie |
| ----------------------- | ----------------- | ------------------------------------------------------------------------------------------- | ------------------------- |
| 14 mai 2020-12 mai 2023 | M. Teiva Manutahi | chef de service de la délégation pour la prévention de la délinquance de la jeunesse (DPDJ) | Édouard Fritch            |

## Après la Présidence
Après le passation de pouvoir entre Président résident sortant Édouard Fritch et le nouveau Président Moetai Brotherson à la Présidence de la Polynésie française'
Édouard Fritch est devenu Président du groupe Tapura-Amui a l'Assemblée de la Polynésie française.